# Пенчо Ковачев
Пенчо Златанов Ковачев е български журналист, сценарист и писател.

## Биография
Работил е във вестниците „Поглед“, „Трудово дело“ (зам.-главен редактор), „Стандарт“ (зам.-главен редактор), „Новинар“, „Кеш“ (главен редактор), сп. „Св. Валентин“ (главен редактор) и „24 часа“ – коментатор. Бил е директор на новините в БНТ.
Завършва средно образование в Техникума по индустриална химия във Видин. Завършва журналистика в СУ „Св. Климент Охридски“ през 1980 г.
През март 1985 година Пенчо Ковачев е вербуван за агент на Шесто управление на „Държавна сигурност“ с псевдоним „Максим“.

## Избрана библиография
- „25 български филма зад кадър“, изд. „Захарий Стоянов“; Университетско издателство „Св. Климент Охридски“, 2006[1]
- „Приключението кино – моя съдба. Творческа биография на режисьорката Мариана Евстатиева-Биолчева.“, изд. „Захарий Стоянов“, 2007[1]
- „50 златни български филма“, изд. „Захарий Стоянов“, 2008[1]
- „Цигански късмет“ – сборник разкази, изд. „Захарий Стоянов“, 2009
- „BG смърти и тайни“ – документални разследвания, изд. „Фабер“, 2010
- „Любов без мостове“, изд. „Захарий Стоянов“, 2012[1]
- „Пегас се смее на глас“, изд. „Сиела“, 2012
- „Защо се самоубиват поетите“, изд. „Изток-Запад“, 2013
- „Газ до дупка“ – стихобусотворения, изд. „Изток-Запад“, 2014
- „Петър Младенов. Цялата истина“, изд. „Захарий Стоянов“, 2016
- „Всенародният любимец Георги Парцалев и проклятието да си гей в НРБ“, изд. „Труд“, 2018. ISBN 9789543985715
- „Тая жена животът. Йордан Радичков: От Дописник до Класик“, изд. „Труд“, 2024.

## Сценарист
- „Гец“ (2024), сценарист
- „Рисувам, защото се съмнявам“ (2002) – творчески портрет на художника Румен Скорчев[1]
- „Едно дете в повече“ – тв сериал, 2004 г.[1]
- „Голям смях с Георги Калоянчев“ (2007); съсценарист[1]
- „Голям смях със Стоянка Мутафова“ (2007); сценарист[1]
- „Голям смях с Татяна Лолова“ (2007); съсценарист[1]
- „Голям смях с Никола Анастасов“ (2007); съсценарист[1]
- „Людмил и Руслана“ – тв сериал, 2008 г. (сценарист)[1]
- „Един каубой в България“ – документален (2009); съсценарист[1]
- „Любов без мостове“ – документален (2015); съсценарист[1]
- „Парцалев“ (2020) – документален, съсценарист с Марин Дамянов
- „Майор Томпсън - (не)нужният герой“ (2022) – документален филм за Франк Томпсън, съсценарист с Марин Дамянов